# Hans Zantema
Hans Zantema (Goingarijp,1956-Eindhoven, 2025) was een Nederlandse wiskundige en computerwetenschapper en hoogleraar aan de Radboud Universiteit en de Technische Universiteit Eindhoven. Hij is met name bekend van zijn werk over terminatie-analyse.

## Biografie
Zantema promoveerde op 16 november 1983 op de algebraïsche getaltheorie aan de Universiteit van Amsterdam onder supervisie van Hendrik Lenstra Jr. met zijn proefschrift "Integer Valued Polynomials in Algebraic Number Theory"
Na zijn afstuderen werkte Zantema enkele jaren in het bedrijfsleven, waarna hij overstapte naar de informatica: van 1987 tot 2000 aan de Universiteit Utrecht en sinds 2000 aan de Technische Universiteit Eindhoven.
Van 2007 tot 2022 was hij deeltijdhoogleraar aan de Radboud Universiteit in Nijmegen. Zijn belangrijkste prestaties zijn in termherschrijfsystemen, in het bijzonder in het automatisch bewijzen van beëindiging van herschrijfsystemen. Zijn naam is verbonden aan het probleem van Zantema, namelijk of het herschrijfsysteem 0011 -> 111000 eindigt.
Zantema heeft uitgebreid gewerkt aan de theorie en visualisatie van recursief gedefinieerde 'streams', rijen van symbolen. Dit is beschreven in het boek Spelen met oneindigheid.